# HD20320
HD20320 також відома як Дзета Ерідана  — хімічно пекулярна зоря спектрального класу A2, що має  видиму зоряну величину в смузі V приблизно  4,8.
Вона  розташована на відстані близько 120,0 світлових років від Сонця.

## Фізичні характеристики
Зоря HD20320 обертається 
досить швидко 
навколо своєї осі. Проєкція її екваторіальної швидкості на промінь зору становить  Vsin(i)= 82км/сек.